# Lituus (instrument)
Pour les articles homonymes, voir Lituus.
Le « lituus » est un instrument à vent qui appartient à la famille des cuivres. De forme, il a une extrémité recourbée. Cet instrument musical est fabriqué au moyen d'un alliage métallique, généralement du bronze ou du laiton. Il est utilisé dès la fin de l'âge du bronze (IXe  et  VIIIe siècle av. J.-C.) par la piraterie tyrrhénienne (période villanovienne), puis par la thalassocratie étrusque et enfin par les Romains
Les sons et les notes produits par le « lituus », ont pour objectif de coordonner les mouvements des navires de guerre, lors de batailles navales. Ainsi, les embarcations étrusques, grâce aux modulations sonores du joueur de cet instrument à vent, permettent d'effectuer une offensive groupée et en ligne.

## Histoire

### Antiquité
Les tout premiers instruments musicaux de ce type sont attestés pour la fin de l'âge du bronze (IXe  et  VIIIe siècle av. J.-C.). Néanmoins, quelques documents antiques, en particulier les textes bibliques, fournissent des indices attribuant la toute première apparition du lituus au cours du Xe siècle av. J.-C. Ces mêmes textes évoquent une origine phénicienne de l'instrument à vent. Ils sont utilisés, dans un premier temps, par la piraterie tyrrhénienne, au cours de la période villanovienne. À cette époque succède l'époque archaïsante, où son usage est évoqué, lors de l'expansion territoriale de la thalassocratie étrusque sur les côtes et les îles des mers Tyrrhénienne et Adriatique,,. Quelques lituus, sous forme d'artéfacts, ont été excavés de sépultures étrusques, au cours d'explorations archéologiques. Les chercheurs ont également découvert une pièce archéologique datant du VIIe siècle av. J.-C., exhumée à proximité des côtes de la mer Tyrrhénienne, en à-pic de « Vetluna », vient témoigner de l'usage du lituus par les marins étrusques à la période archaïque.
Enfin, le « lituus » est repris et adopté par les Romains lors des combats navals et terrestres (infanterie),,.

### Moyen Âge
Le lituus, dont le nom apparaît sous la forme « lituus-tourtouro » à Saint-Jean de Garguier, dans le massif de la Sainte-Baume, semble se perpétuer au Moyen Âge. Toujours de forme courbée, parfois coudée, l'instrument à vent est néanmoins conçu, à cette époque en, en terre cuite.
Par ailleurs, pour certains auteurs et historiens du médiévistes, tels que le hiérarque catholique Abbon, le lituus est, à cette époque, fréquemment confondu avec le tuba (musique). Parfois, notamment au XIIIe siècle (bas Moyen Âge), le lituus est amalgamé avec le cornet.

## Utilisation et symbolique
Pour la flotte étrusque, l'une des stratégies majeures adoptées au cours de combats navals, consiste en une offensive dite« collective ». Ce mouvement tactique, groupé et concentré sur une même cible, repose sur une coordination entre chaque navire. Cette coordination est obtenue au moyen de signaux sonores produits par le souffleur du lituus,, instrument en laiton, d'aspect courbé, qui appartient à la famille des cuivres et apparenté à la trompette,,,.
Concernant la symbolique du lituus au sein des peuples étrusques, sa valeur de prestige militaire, l'historien Jean-René Jannot relève :

« Les textes qui concernent le lituus tendraient à faire croire à l'existence d'une tactique spécifique dont les diverses phases seraient coordonnées par des sonneries de trompette destinées à transmettre les ordres de navires à navires ; l'instrument aurait été inventé précisément dans ce but. La tactique de l'attaque collective aurait donc trouvé là un de ses outils essentiels. Mais les preuves sont faibles, et on pourrait à juste titre s'étonner que le lituus en question, bien loin de devenir une sorte de symbole de l'autorité navale, un insigne d'amirauté, se transforme en un attribut du pouvoir magistratural civil en particulier dans les cités de l'intérieur. »

— Jean-René Jannot, 1995, pages 752 et 753.

## Description
Le « lituus » est un instrument à vent qui appartient à la famille des cuivres. De forme longiligne, son extrémité est recourbée vers le haut, parfois quasi circulaire, cet instrument musical est fabriqué au moyen d'un alliage métallique, généralement du bronze ou du laiton,,,.